# Coleen Sommer
Coleen Sommer (Los Angeles, 16 giugno 1960) è un'ex altista statunitense.

## Biografia
Dopo aver superato l'asticella del salto in alto posta a 2,00 m in una gara a Ottawa nel 1982, l'anno seguente prende parte ai campionati mondiali di Helsinki, dove chiude la gara al quarto posto. Due settimane dopo torna in pista conquistando la medaglia d'oro ai Giochi panamericani di Caracas.
Nel 1985 si classifica settima alla Coppa del mondo disputatasi a Canberra, gareggiando per la squadra statunitense.
Nel 1987 torna sul gradino più alto del podio ai Giochi panamericani di Indianapolis, mentre ai campionati mondiali di Roma chiude la classifica del salto in alto in undicesima posizione.
Il 1988 segna la sua ultima partecipazione a una manifestazione internazionale, partecipando alla gara di salto in alto ai Giochi olimpici di Seul senza riuscire a superare la fase di qualificazione alla finale.

## Progressione

### Salto in alto
| Stagione | Misura    | Luogo        | Data      | Rank. Mond. |
| -------- | --------- | ------------ | --------- | ----------- |
| 1988     | 1,98 m    | Austin       | 7-5-1998  |             |
| 1987     | 1,96 m    | Indianapolis | 13-8-1987 |             |
| 1987     | 1,96 m    | San Jose     | 26-6-1987 |             |
| 1985     | 1,80 m    | Canberra     | 4-10-1985 |             |
| 1983     | 1,97 m    | Palo Alto    | 2-4-1983  |             |
| 1982     | 2,00 m(i) | Ottawa       | 13-2-1982 |             |

## Palmarès
| Anno | Manifestazione      | Sede         | Evento        | Risultato      | Prestazione | Note |
| ---- | ------------------- | ------------ | ------------- | -------------- | ----------- | ---- |
| 1983 | Mondiali            | Helsinki     | Salto in alto | 4ª             | 1,95 m      |      |
| 1983 | Giochi panamericani | Caracas      | Salto in alto | Oro            | 1,91 m      |      |
| 1985 | Coppa del mondo     | Canberra     | Salto in alto | 7ª             | 1,80 m      |      |
| 1987 | Giochi panamericani | Indianapolis | Salto in alto | Oro            | 1,96 m      |      |
| 1987 | Mondiali            | Roma         | Salto in alto | 11ª            | 1,93 m      |      |
| 1988 | Giochi olimpici     | Seul         | Salto in alto | Qualificazione | 1,87 m      |      |